# 里芒杜勒河
里芒杜勒河（法語：Rimandoule，法語發音：[ʁimɑ̃dul]）是法国奥弗涅-罗讷-阿尔卑斯大区德龙省的河流，是鲁比永河的左支流，长10.7千米。